# 생물학적 노화
생물학적 노화 (senescence 또는 biological aging)는 살아있는 유기체의 기능적 특성이 점진적으로 악화되는 것이다. 생물학적 노화는 세포 노화 (cellular senescence) 또는 생물 개체 전체의 노화를 의미한다. 개체의 노화는 나이의 증가에 따른 사망률(death rate)의 증가와 생식력(fecundity)의 감퇴를 포함한다.
전체 유기체의 노화는 적어도 유기체 생활주기의 후반부에서 연령이 증가함에 따라 사망률의 증가 및 번식력의 감소를 수반한다. 그러나 노화로 인한 결과는 지연될 수 있다. 칼로리 제한이 쥐의 수명을 50%까지 연장할 수 있다는 1934년의 발견, 노화가 미미한 종의 존재, 히드라(Hydra) 속의 구성원과 같은 잠재적으로 불멸의 유기체의 존재는 노화를 지연시켜 노화 관련 질병에 대한 연구를 촉발시켰다. 희귀한 인간 돌연변이로 인해 노화가 가속화되는 질병이 발생할 수 있다.
환경 요인은 노화에 영향을 미칠 수 있다. 예를 들어 자외선에 과다 노출되면 피부 노화가 가속화된다. 뇌, 심혈관계, 근육을 포함하여 신체의 각 부분은 서로 다른 속도로 뚜렷하게 노화될 수 있다. 마찬가지로, 움직임 제어 및 기억을 포함한 기능은 노화에 따라 뚜렷하게 저하될 수 있다. 동일한 종의 두 유기체도 서로 다른 속도로 노화될 수 있으므로 생물학적 노화와 연대순 노화는 별개의 개념이 된다.

## 같이 보기
- 노인학
- 진화
- 나이
- 노인
- 불로장생
- 생물학의 영생 (biological immortality)
- 곰퍼츠-메이컴 사망률 법칙